# لقحلين (الضليعة)
'

تعديل مصدري - تعديل

لقحلين هي إحدى قرى عزلة الضليعة بمديرية الضليعة التابعة لمحافظة حضرموت، بلغ تعداد سكانها 631 نسمة حسب تعداد اليمن لعام 2004.